# Familles anciennes de Constantine
Les familles anciennes de Constantine (aussi appelées « beldia ») sont un groupe social à identité propre, composé de familles ayant habité Constantine depuis l'arrivée des Ottomans, et bien avant l'arrivée massive de migrants à la suite des mouvements d'exode rural du XXe siècle. Elles se caractérisent par une culture citadine propre, et d'un art de vivre à Al andalous avec ses codes propres, héritage d'un métissage arabo-andalou et ottoman[réf. nécessaire].

## Caractéristiques culturelles

### Musique
Le patrimoine citadin de Constantine est marqué par le malouf, musique arabe-andalouse qui se réclame de l'école de Séville. C'est l'une des trois principales écoles de musique arabo-andalouse d'Algérie, avec Tlemcen et Alger. Le barwal est aussi une forme poétique d'expression citadine qui demeure pratiquée à Constantine.
Les fkirettes ainsi que les Banoutates sont des orchestres féminins traditionnels (chanteuses et musiciennes) qui officient lors des mariages.

### Traditions et coutumes

#### Rite de la Nachra
Les Constantinoises (musulmanes et juives) se retrouvent pour un rituel dédié à Sidi Mohamed Leghrab, qui s'est opposé à Salah Bey et qui a ressuscité sous la forme d'un corbeau. Une légende dit que ce corbeau hante toujours la résidence d'été de Salah Bey. La Nachra se déroule dans une grotte et dans des bassins. Durant ce rite festif, les femmes font des mouvements, entrent en transe et prononcent des vœux. Ce rite très ancien était aussi réalisé à Sidi M'cid, à Sidi Sleimane dans les monts du Djebbas et dans d'autres bassins et lieux de Constantine.

#### Mawlid
La célébration du Mawlid durait une semaine entière durant laquelle l'accent était mis sur la religiosité avec des réunions de cheikhs dans les zaouias de la ville ainsi que des concours de récitation du Coran et de connaissances religieuses. C'était l'occasion de préparer la Tchekhtchoukha en grandes quantités, une partie étant donnée en aumône. Une tradition constantinoise consistait à acheter la Kachkcha (mélange de fruits secs tels que des figues, des amandes, des pistaches...) que les enfants adoraient. Le soir, les bougies étaient allumées dans les maisons et la famille constantinoise entonnait des chants tels que "Zad Ennabi", accompagnés par le bendir.

### Langue
Le parler citadin constantinois a quasiment disparu. Ce parler est issu des orientaux (aristocratie arabe) qui sont venus au VIIIe siècle et qui se sont installés à Constantine ainsi que dans les principaux centres urbains du Maghreb. Il fait partie des dialectes préhilaliens, issus de la première vague d'arabisation survenue au VIIIe siècle. Ce parler constantinois a reculé au profit de l'arabe hilalien des hauts plateaux (dialectes hilaliens datant des XIe et XIIe siècles).

### Artisanat
La broderie constantinoise est caractérisée par sa pièce maîtresse : la « gandoura qatifa » (qatifa signifiant « velours » en arabe) portée par les femmes lors du mariage.
Les femmes de Constantine portent la M'laya, un long voile noir (contrairement au haïk qui est blanc). Constantine est reconnue pour une pratique très ancienne : la distillation d'eau de rose (rituel du « quattar ») et de fleurs d'oranger qui a lieu chaque année au printemps.

### Gastronomie
Le café à Constantine, traditionnellement, ne se prend jamais sucré, toujours parfumé par l'eau de fleur d'oranger. Le café est un mets qui se déguste en milieu d'après-midi. Ce café, le Kahouat el Asr, rassemble la famille constantinoise autour du café et de gâteaux.De nombreux gâteaux sont des spécialités traditionnelles de Constantine, tel que la jawzia préparée à base de miel, venue d'Irak qui a été introduite par les Ottomans à Constantine, la recette ayant été changée au fil du temps.
On recense divers plats comme étant des spécialités de Constantine. Parmi ceux-là on trouve le tlitli, longs grains de pâte se consommant généralement avec une sauce blanche, parfois rouge, du poulet, de l'agneau, des boulettes de viande, des œufs et des pois chiches. De même, la trida, petits carrés de pâte cuisinés en sauce blanche, accompagnés d’œufs, de poulet, de viande d'agneau, de boulettes et de pois chiches.

## Familles
C'est une liste non exhaustive dans l'ordre alphabétique :
- Lebas - Benlebad - (famille noble d’origine mauresque andalouse installée à Constantine - Garn Essayeh - à la chute du royaume de Grenade[12],[13])
- Abdelmoumène[14] (famille installée à Constantine depuis le milieu du XVe siècle).
- Abdennour[source insuffisante].
- Ali-Khodja[14].
- Amine-Khodja[14].
- Bachagha[14].
- Bachkhaznadji[14].
- Bachtarzi[14] (famille turque originaire d'Alger, installée à Constantine à la fin du XVIIIe siècle)[15]*
- Baktache (famille d'origine turque).
- Belabiod (famille présente à Constantine depuis le milieu du xvie siècle. Voir livre d'Ernest Mercier - premier et deuxième sièges de Constantine).
- Belattar[source insuffisante].
- Belbey[14] (famille noble d’origine turque, descendants d'Ahmed Bey)
- Beldjoudi[14].
- Belgherabli (famille d'origine Espagnole présence attestée depuis 1248)
- Belguechi[14].
- Belguedj[14].
- Belhadj-Mostefa[14].
- Benmissi.
- Benserradj 'Les Abencérages ou Benserradj ou Banû Serraj/Serradj/Sarraj[1] (ou Abencerrajes) sont une tribu maure du royaume de Grenade au xve siècle, établie en Espagne (pays qui n’existe pourtant que depuis le xviie siècle, un siècle après la chute de Grenade) depuis le viie siècle.
- Belhmadi (famille noble d’origine mauresque andalouse installée à Constantine à la chute du royaume de Grenade)[16].
- Belkhodja[14].
- Benabdelkader (famille aristocrate de propriétaires terriens à Constantine)
- Benabderrahmane[14] (Dits Benzarka).
- Benachour[14].
- Benaïssa[14] (famille originaire de Béni Fergan, descendants de Sidi Ali ben Aïssa).
- Benazieb (famille propriétaire du grand et fameux foundouk Benazieb à "chatt", et anciens grands commerçants à Sidi E'djelis).
- Benazzouz[14] (famille chérifienne de propriétaires terriens).
- Benbadis[14](famille d'oulémas)[1].
- Bensaci[17].
- Benchaib
- Bencharif[14].

- Bencheikh-el-Fegoun[14] (gardiens de la ville à la période pré-ottomane, famille aristocrate de propriétaires terriens à Constantine).
- Bendjazia (pré-Ottomane, famille aristocrate de propriétaires terriens à Constantine[source insuffisante].
- Bendjellit[14] famille aristocrate de propriétaires terriens à Constantine, d’origine ottomane. Une rue est dédiée à Kamel Bendjellit, tombé en martyr pendant la guerre d'Algérie[18].
- Bendjelloul[14] (famille d'oulémas descendants de Salah bey)[1].
- Benelbedjaoui[14].
- Benelkoreichi[14].
- Benelmouffok (parmi les anciennes familles de Constantine depuis 1710).
- Benenglizbey[14] (descendants du bey Hadj Mostefa dit Ingliz Bey).
- Benghezal[14] (présence à Constantine attestée depuis le xixe siècle, famille d'origine turque).
- Benhacine (présence à Constantine attestée depuis 1570)[14].
- Benzerb (famille installée à Constantine depuis 1666).
- Benkara[14].
- Benkhedenna el-Hocine.
- Benlahrache (famille arabe de propriétaires terriens).
- Benloucif[14] (famille de noblesse mauresque et kouloughli, propriétaires terriens, présence attestée depuis 1580).
- Bennaamoun[14](famille de religieux mais aussi du makhzen beylical)[1].
- Benotmane (famille d’origine turque).
- Benouataf[14]
- Bensaoucha (ancienne famille de Constantine)
- Benslama (famille arabe).
- Bentabai (ancienne famille de Constantine)
- Bentellis (ancienne famille de Constantine)
- Bentchikou[14].
- Hamouda
- Bentobbal[14].
- Behnas[14] (famille arabe de propriétaires terriens El Djebas)[1].
- Bestandji.
- Chaouche ou Dali Chaouche.
- Dib.

- Djimli, famille d'origine berbère descendant de Kotama installée a Constantine depuis 1610 propriétaires terriens dits Beldjimli.
- Djebassi ou Djebabsa (propriétaires terriens El Djebas et Garn Essayeh, famille réputée d'anciens bâtisseurs).
- Elhadef-El-Okki[14](originaires de Bilad el-Cham)[1].
- Kara-Mostefa[14].
- Khaznadar (famille originaire de l'île de Chios, installée à Constantine depuis 1821[19]).
- Kherouatou[14].
- Kissarli[source insuffisante].
- Koutchouk Ali[14](famille d'origine turque : dynastie beylicale turkmène des Dulkadir, sud-est de l'Anatolie)[1] famille du makhzen beylical[15].
- Laouisset (famille aristocratique origine arabe, commerçants, propriétaires terriens).
- Louadfel[14](aussi orthographié « Benouadfel » ou « Ouadfel »)[14] famille de légistes.
- Manamanni ou bien Menameni (famille d'origine turque dont l'avant-dernier bey Manamanni Mohammed Ben Khan qui a gouverné le beylek de 1824 / 1826).
- Massali.
- Meghraoui[14] (famille noble et bourgeoise installée à Constantine au XIIe siècle époque Hafside).
- Meniai (famille installée à Constantine depuis la fin du xviie siècle.
- Merakchi (présence attestée dès le XIIIe siècle) époque Hafside.
- Merdjemak[source insuffisante].
- Salhi (aussi orthographie 'Bensalhi', ancienne famille noble et bourgeoise, proprietaires terriens)
- Roudesli (descendants du premier Dey de Tunis Roudesli Ibrahim XVIIe).
- Taoutaou ( famille élitiste d'origine Kabyles hadra, de la tribu berbère des Ketamas , est établie à Constantine depuis plusieurs décennies. Depuis 1796 elle a acquis des terrains dans la région.)[20],[21]
- Tchanderli-Braham[14] (aristocratie turque, originaires d'Izmir en Turquie).
- Zair[14].
- Zermane[14].
- Zitouni (Al-Ziani)[22]